# Intrant
Dans le langage économique, un intrant (parfois input, notamment dans l'industrie) est un élément entrant dans un processus de production ; il est opposé à extrant (parfois output) qui est un élément sortant d'un processus, en général à destination d'un marché ou de l'environnement.
Il s'agit typiquement, dans l'industrie, de matières premières et de force de travail, dans les services, d'informations et, dans l'agriculture, d'engrais et de pesticides.
Dans son sens global le terme et le concept sont utilisés dans les calculs économiques d'efficacité ou de rentabilité,,,.

## Agriculture
En agriculture, « intrant » est également un terme de gestion technico-économique, avec le même sens général que dans l'industrie. Il désigne ici les différents produits apportés aux terres et aux cultures ; ce qui comprend :
- les engrais ;
- les amendements (éléments améliorants les propriétés physiques et chimiques du sol, tels que le sable, la tourbe, la chaux…) ;
- les produits phytosanitaires : herbicides, fongicides, insecticides, les activateurs ou retardateurs de croissance et biostimulants …
- les semences (et plants) peuvent être considérées comme le premier intrant en agriculture. Mais les semences peuvent être un produit agricole et/ou un outil de production. Elles sont le plus souvent achetées mais peuvent aussi, pour certaines, être produites sur l'exploitation (voir Semence fermière).

Dans le langage courant et selon une vision plus politique que technique, les intrants désignent tous les produits nécessaires au fonctionnement de l'exploitation agricole et que celle-ci doit acheter. Cela inclut, outre les produits cités plus haut, le matériel et les équipements, le carburant nécessaire pour les faire fonctionner, les aliments pour bétail non produits dans la ferme, les médicaments et services vétérinaires, etc.
La maîtrise des intrants, de leur approvisionnement et de leur coût, au niveau d'une ferme, est d'abord un enjeu économique. Le choix et l'utilisation des intrants se fait d'abord en fonction de leur impact sur la marge brute. L'agriculteur optimise les quantités de produits utilisés selon les besoins des plantes et la précision des moyens de pulvérisation ou d'épandage, etc.
Ces choix peuvent être également arbitrés en fonction des enjeux environnementaux, certaines formes d'agriculture, comme l'agriculture durable, chercheront à économiser les intrants sur tous les postes tandis que l'agriculture biologique certifiée commercialement, par son cahier des charges, s'interdira les intrants chimiques, mais relativisera l'importance des intrants énergétiques, et de main-d'œuvre. La recherche de la sécurité économique ainsi que celle d'un certain confort physique et moral a aussi son importance.

## Services

### Éducation
Les notions d'intrants et d'extrants sont utilisées dans le domaine de l'évaluation de l'efficacité des politiques de formation, notamment à des fins de comparaisons internationales.